# المشير (جريدة تونسية)
المشير هي جريدة تونسية صدرت باللغة العربية بتونس، وكان عنوانها الفرعي «نشرة إسلامية إصلاحية أسبوعية». صدر عددها الأول بتاريخ 1 جانفي 1911
كان مقرها في البداية بنهج باب سويقة، عدد 183 بتونس العاصمة، وهي الجريدة الأولى التي أسسها الطيب بن عيسى 

## تاريخها
صدر من جريدة المشير في عامها الأول 37 عددا حيث توقفت بتاريخ 5 نوفمبر 1911 إثر أحداث الجلاز. وعادت للصدور غداة الحرب العالمية الأولى، حيث صدرت بداية من 1 مارس 1920، ولكنها تعطلت في نفس الشهر بسبب مقال اعتبرته سلطات الحماية الفرنسية مقتبساً من كتاب تونس الشهيدة للشيخ عبد العزيز الثعالبي. وقد صدرت عوضاً عنها جريدة الوزير. وبعد توقف هذه الجريدة أصدر الطيب بن عيسى جريدة المشير، مع تغيير في عنوانها، باسم المشير في عهد الاستقلال الجمهوري، وكان ذلك بداية من أكتوبر 1957 إلا أنها توقفت مع وفاة صاحبها بعد سنة.